# Spignana (Carpineti)
Spignana è una località del comune italiano di Carpineti, nella provincia di Reggio nell'Emilia, in Emilia-Romagna.

## Geografia fisica
L'abitato è una frazione di origine rurale dal cui capoluogo dista 4,5 km circa, sorge a 700 m s.l.m., è interposta fra gli abitati di Villaprara, Saccaggio e Pontone. Tale luogo assume due toponimi in funzione di altri insediamenti umani posti nelle sue vicinanze; il primo di Vedrina Spignana è dato dall'unica borgata appartenente al paese, mentre il nome di "Pontone Spignana" è comportato dal fatto che nella prima fondazione citata è presente la sede parrocchiale, in quanto nella carrozzabile "via Spignana" (dalla e sulla quale trae origine l'abitato in questione) non è presente alcun edificio di culto.